# Гальперович, Наум Яковлевич
Наум Яковлевич Гальперович (бел. Навум Якаўлевіч Гальпяровіч; род. 14 января 1948 года) — белорусский поэт и публицист, редактор, журналист. Член Союза писателей СССР (1990). Заслуженный деятель культуры Республики Беларусь (2021).

## Биография
Родился в рабочей семье в городе Полоцке Полоцкой области Белорусской ССР (ныне Витебская область, Беларусь).
После окончания средней школы в Полоцке работал на полоцком стеклозаводе (1966—1967), в полоцкой газете «Сцяг камунізму» (1967—1977).
В 1979 году заочно окончил Витебский педагогический институт. В 1977—1980 годах работал в Новополоцке на радиовещании завода «Полимир». В 1980—1981 годы — сотрудник новополоцкой городской газеты «Химик». С 1981 года — собственный корреспондент Гостелерадио Белорусской ССР по Витебской области (Новополоцк).
С 1997 года живёт в Минске. С 1997 года работал заместителем главного редактора журнала «Вожык». С 1998 года — заместитель председателя Союза белорусских писателей. С 2002 года — главный редактор, заместитель главного директора, главный директор Дирекции зарубежного вещания Белорусского радио (Радиостанция «Беларусь»)..

## Литературное творчество
Литературной деятельностью занимается с 1967 года. Дебютировал как поэт в газете «Химик» (Новополоцк).
На стихи Н. Я. Гальперовича написаны песни белорусскими композиторами Э. Зарицким, В. Будником, А. Елисеенковым, В. Ивановым, Н.Яцковым. Произведения поэта переводились на русский, болгарский, румынский и польский языки.
- Гальпяровіч, Н. Я. Брама : вершы / Н. Я. Гальпяровіч. — Мінск : Мастацкая літаратура, 1990. — 94 с.
- Гальпяровіч, Н. Я. Востраў душы : вершы / Н. Я. Гальпяровіч. — Мінск : Мастацкая літаратура, 1995. — 110 с.
- Гальпяровіч, Н. Я. Струна : вершы / Н. Я. Гальпяровіч. — Мінск, 1997. — 109 с.
- Гальпяровіч, Н. Я. Шляхі і вяртанні : кн. эсэ / Н. Я. Гальпяровіч. — Мінск : ВВР УП «Дом прэсы», 2001. — 63 с.
- Гальпяровіч, Н. Я. Святло ў акне : вершы: для сярэд. і ст. шк узросту / Н. Я. Гальпяровіч. — Мінск, 2002. — 110 с.
- Гальпяровіч, Н. Я. Голас і рэха : кн. паэзіі / Н. Я. Гальпяровіч. — Мінск : Чатыры чвэрцi, 2005. — 119 с.
- Гальпяровіч, Н. Я. І гэта ўсё для цябе : вершы, мініяцюры, навэлы / Н. Я. Гальпяровіч. — Мінск : Мастацкая літаратура, 2006. — 238 с.
- Гальпяровіч, Н. Я. Насцеж : вершы / Н. Я. Гальпяровіч. — Мінск : Мастацкая літаратура, 2008. — 221 с.